# Campionato europeo femminile under 18 di pallavolo 2003
Il campionato europeo pre-juniores di pallavolo femminile 2003 si è svolto dal 22 al 27 aprile 2003 a Zagabria, in Croazia. Al torneo hanno partecipato 8 squadre nazionali europee e la vittoria finale è andata per la prima volta alla Croazia.

## Qualificazioni
Hanno partecipato al campionato europeo pre-juniores la nazionale del paese ospitante, la prima classificata al campionato europeo pre-juniores 2001 e sei squadre provenienti dai gironi di qualificazioni.

## Gironi
Dopo la prima fase a gironi, le prime due classificate hanno acceduto alle semifinali per il primo posto, mentre le ultime due classificate hanno acceduto alle semifinali per il quinto posto.
| Girone A                           | Girone B                        |
| ---------------------------------- | ------------------------------- |
| Bielorussia Italia Russia Ungheria | Croazia Germania Polonia Serbia |

## Fase finale

### Finali 1º - 3º posto
|  | Semifinali          | Semifinali          | Semifinali |         |        | 1º/2º posto         | 1º/2º posto         | 1º/2º posto |  |
|  |                     |                     |            |         |        |                     |                     |             |  |
|  | Italia              | Italia              | 3          |         |        |                     |                     |             |  |
|  | Italia              | Italia              | 3          |         |        |                     |                     |             |  |
|  | Serbia e Montenegro | Serbia e Montenegro | 0          |         |        |                     |                     |             |  |
|  | Serbia e Montenegro | Serbia e Montenegro | 0          |         | Italia | Italia              | 0                   |             |  |
|  |                     |                     |            |         | Italia | Italia              | 0                   |             |  |
|  |                     |                     | Croazia    | Croazia | 3      |                     |                     |             |  |
|  | Russia              | Russia              | Croazia    | Croazia | 3      | 1                   |                     |             |  |
|  | Russia              | Russia              |            |         |        | 1                   |                     |             |  |
|  | Croazia             | Croazia             | 3          |         |        | 3º/4º posto         | 3º/4º posto         | 3º/4º posto |  |
|  | Croazia             | Croazia             | 3          |         |        |                     |                     |             |  |
|  |                     |                     |            |         |        |                     |                     |             |  |
|  |                     |                     |            |         |        | Serbia e Montenegro | Serbia e Montenegro | 3           |  |
|  |                     |                     |            |         |        | Serbia e Montenegro | Serbia e Montenegro | 3           |  |
|  |                     |                     |            |         |        | Russia              | Russia              | 1           |  |

### Finali 5º - 7º posto
|  | Semifinali  | Semifinali  | Semifinali |          |         | 5º/6º posto | 5º/6º posto | 5º/6º posto |  |
|  |             |             |            |          |         |             |             |             |  |
|  | Bielorussia | Bielorussia | 1          |          |         |             |             |             |  |
|  | Bielorussia | Bielorussia | 1          |          |         |             |             |             |  |
|  | Polonia     | Polonia     | 3          |          |         |             |             |             |  |
|  | Polonia     | Polonia     | 3          |          | Polonia | Polonia     | 0           |             |  |
|  |             |             |            |          | Polonia | Polonia     | 0           |             |  |
|  |             |             | Germania   | Germania | 3       |             |             |             |  |
|  | Ungheria    | Ungheria    | Germania   | Germania | 3       | 0           |             |             |  |
|  | Ungheria    | Ungheria    |            |          |         | 0           |             |             |  |
|  | Germania    | Germania    | 3          |          |         | 7º/8º posto | 7º/8º posto | 7º/8º posto |  |
|  | Germania    | Germania    | 3          |          |         |             |             |             |  |
|  |             |             |            |          |         |             |             |             |  |
|  |             |             |            |          |         | Bielorussia | Bielorussia | 1           |  |
|  |             |             |            |          |         | Bielorussia | Bielorussia | 1           |  |
|  |             |             |            |          |         | Ungheria    | Ungheria    | 3           |  |

## Classifica finale
| Classifica | Squadre             | Qualificazione                       |
| ---------- | ------------------- | ------------------------------------ |
|            | Croazia             | Campionato europeo pre-juniores 2005 |
|            | Italia              |                                      |
|            | Serbia e Montenegro |                                      |
| 4          | Russia              |                                      |
| 5          | Germania            |                                      |
| 6          | Polonia             |                                      |
| 7          | Ungheria            |                                      |
| 8          | Bielorussia         |                                      |